# Memorie della Reale Accademia di Scienze, Lettere e d'Arti di Modena
Memorie della Reale Accademia di Scienze, Lettere e d'Arti di Modena (abreviado Mem. Reale Accad. Sci. Modena) fue una revista ilustrada con descripciones botánicas. Se publicó en Modena desde 1833 hasta 1922.

## Publicaciones
- Serie 1, vols. 1-20, 1833-82;
- Serie 2, vols. 1-12, 1883-96;
- Serie 3, vols. 1-14, 1898-1922